# Pama (Burquina Fasso)
Pama é uma cidade burquinense, capital da província de Kompienga. Em 2012, sua população era estimada em 11 051 habitantes.